# 홈브레히티콘
홈브레히티콘(독일어: Hombrechtikon)은 스위스 취리히주의 마일렌구에 있는 자치체이다.

## 역사
홈브레히티콘은 1200년에 Humbrechtigkon으로 처음 언급되었다. 1217년에는 훈브레히티콘(Hunbrechticon)으로 언급되었다.

## 지리

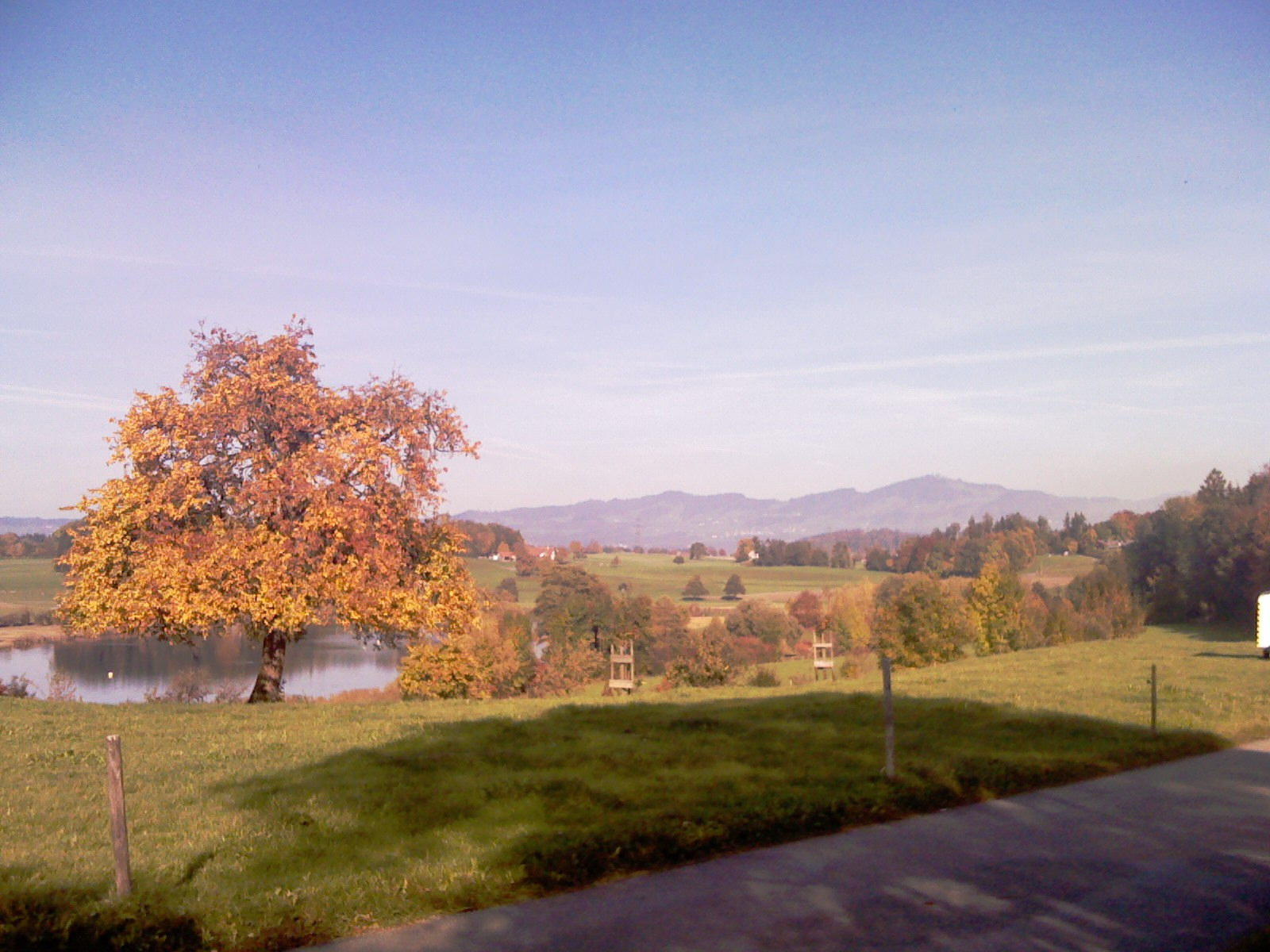
바히텔 언덕이 보이는 뤼첼제

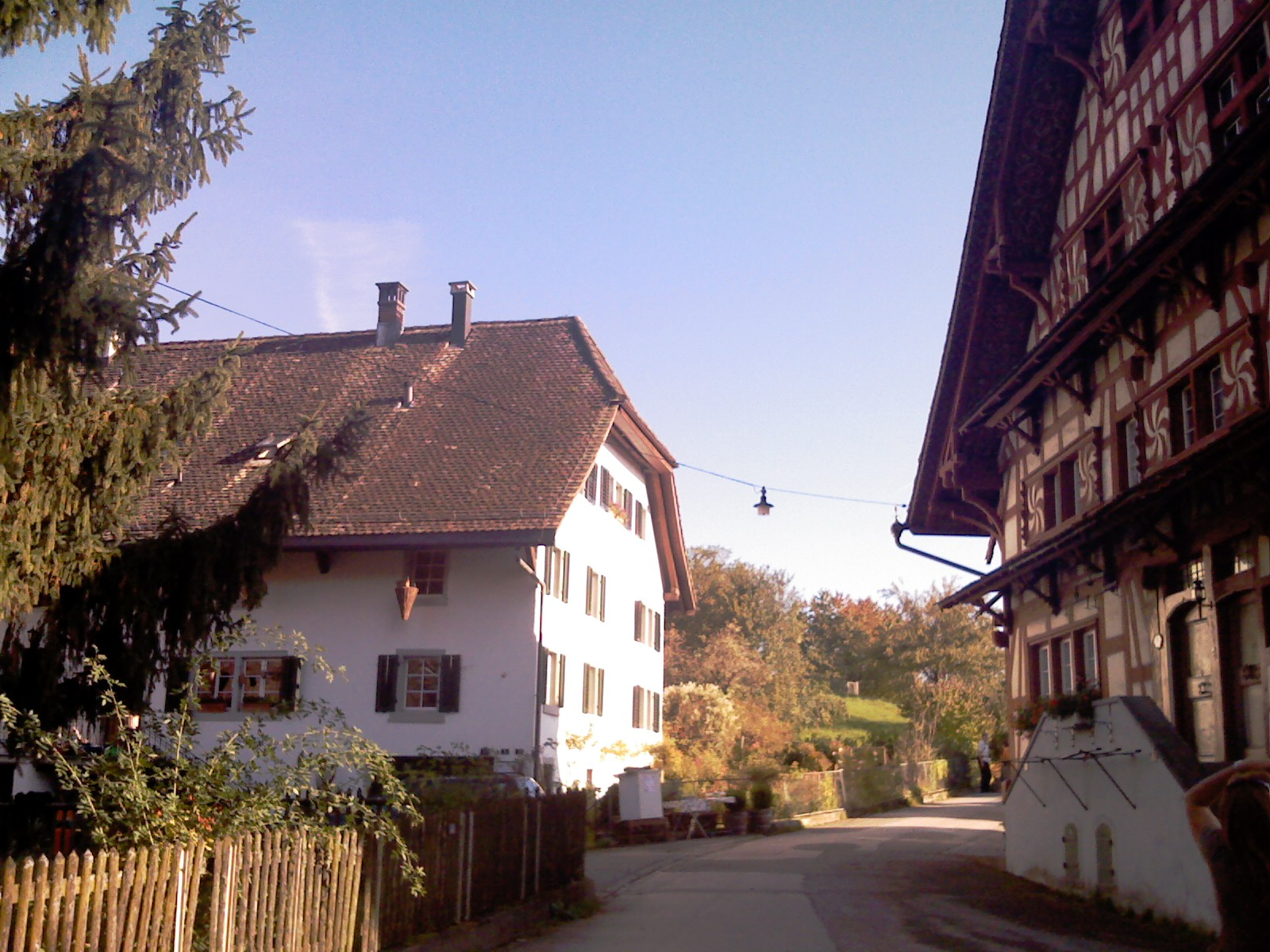
뤼첼제의 대지에 있는 루티콘

홈브레히티콘의 면적은 12.2k㎡이다. 이 면적 중 60.6%는 농업용으로 사용되며, 14.9%는 산림이다. 나머지 토지 중 18.7%는 정착지(건물 또는 도로)이고, 나머지(5.8%)는 불모지(강, 빙하 또는 산)이다.  1996년 주택과 건물이 전체 면적의 13.9%를 차지했고, 나머지는 교통 기반시설(4.8%)이 차지했다. 전체 비생산 지역 중 물(시냇물과 호수)이 면적의 1.2%를 차지했다. 2007년 기준으로 전체 시정촌 면적의 15.8%가 어떤 유형의 건설을 진행 중이었다.
시정촌은 취리히 호수와 취리히 오버란트 사이에 있다. 땅이 매우 비탈져서, 하나의 큰 마을이 형성되지 못했다. 최소 97개의 서로 다른 작은 마을과 개별 농가가 시 전역에 흩어져 있다. 가장 큰 것 중 일부는 뢰첼제(745년에 Lucikinse로 처음 언급됨)와 펠트바흐(873년에 Velepach로 처음 언급됨)이다.

## 인구통계
홈브레히티콘의 인구(2020년 12월 31일 기준)는 8,815명이다. 2007년 기준으로 전체 인구의 16.7%가 외국인이다. 2008년 기준으로 인구의 성별 분포는 남성 49.2%, 여성 50.8%이다. 지난 10년 동안 인구는 11.6%의 비율로 증가했다. 2000년 기준, 인구 대부분인 88.9%가 독일어를 사용하며, 이탈리아어가 두 번째로 많이 사용(2.4%)되고, 알바니아어가 세 번째(1.7%)로 사용된다.
2007년 선거에서 가장 인기 있는 정당은 44.1%의 득표율을 기록한 SVP였다. 다음으로 가장 인기 있는 3개 정당은 SPS (13.6%), FDP (11.7%) 및 CSP (10.7%)였다.
인구의 연령분포(2000년 기준)는 어린이와 청소년(0~19세)이 전체 인구의 25.5%, 성인(20~64세)이 60.8%, 노인(64세 이상)이 ) 13.7%를 차지한다. 전체 스위스 인구는 일반적으로 교육 수준이 높다. 홈브레히티콘에서는 인구의 약 77.9%(25-64세)가 비필수 고등교육 또는 추가 고등교육(대학 또는 응용학문대학)을 완료했다. 홈브레히티콘에 2948세대가 있다.
홈브레히티콘의 실업률은 2.12%이다. 2005년 기준으로 1차 경제 부문에 260명이 고용되어 있으며, 이 부문에 약 87개 기업이 참여하고 있다. 983명이 2차 부문에 고용되어 있고, 이 부문에 93개의 기업이 있다. 1,305명이 3차 부문에 고용되어 있으며, 이 부문에는 224개의 기업이 있다. 2007년 기준 노동인구의 41.6%가 상근직이고, 58.4%가 파트타임직이다.
2008년 현재 홈브레히티콘에는 2,314명의 가톨릭 신자와 3,419명의 개신교 신자가 있다. 2000년 인구 조사에서 종교는 몇 가지 더 작은 범주로 분류되었다. 인구 조사에서 51.4%는 일종의 개신교였으며, 47.4%는 스위스 개혁 교회에, 4%는 다른 개신교 교회에 속했다. 인구의 28.9%가 가톨릭 신자였다. 나머지 인구 중 0%는 이슬람교도, 6%는 다른 종교(목록에 없음), 2.9%는 종교를 갖고 있지 않으며, 10.6%는 무신론자 또는 불가지론자였다.
과거 인구는 다음의 도표와 같다.
| 년도 | 인구  |
| ---- | ----- |
| 1634 | 617   |
| 1772 | 1,501 |
| 1850 | 2,649 |
| 1900 | 2,292 |
| 1950 | 3,079 |
| 1980 | 6,001 |
| 2000 | 7,246 |

## 지리
펠트바흐 마을과 기차역은 취리히 호수에 있다. 홈브레히티온(Hombrechtion)은 파넨슈틸 외에 호수 위에 자리 잡고 있다. 고원에는 보호된 황무지인 외치커 리트(Uetziker Ried)와 뢰첼제가 있으며, 제바이트제는 시정촌에 있다.

## 교통
홈브레히티콘의 펠트바흐역은 취리히 S-반의 S7 노선에 있는 정류장이다.

## 국가중요문화재
홈브레히티콘에는 국가적으로 중요한 스위스 유산으로 등록된 7개의 사이트가 있다. 마을의 집에는 다음이 포함된다. 제슈트라세 2&4의 호프 오버하우스(Hof Oberhaus), 뢰첼제 2&4의 휘를리만하우스(Hürlimannhaus), 알테 란트슈트라세 1&3의 란즈티츠 로젠베르크(Landstiz Rosenberg), 뢰첼제 3의 멘치하우스(Menzihaus), 뤼티콘 1-3의 에글리하우스(Eglihaus). 이 도시의 스위스 개혁 교회도 목록에 있다. 펠트바흐의 신석기 시대 초기, 청동기 시대 정착지는 목록의 마지막 유적지이다. 뢰첼제의 전체 작은 마을과 펠트바흐 지역은 스위스 유산 목록의 일부이다. 펠트바흐에 있는 선사 시대 정착지 제구벨(Seegubel)은 유네스코 세계 문화 유산인 알프스 주변의 선사시대 말뚝 주거지의 일부이다.